# Península del Cabo Blanco

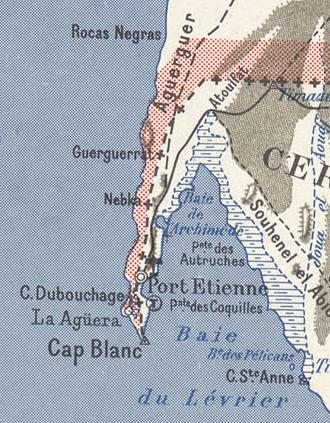
Mapa de la península.

La península de Cabo Blanco en (árabe: كابو شبه الجزيرة بلانكو, kabu shbh aljazirat blanku) es un delgada península africana que se encuentra al oeste del África Occidental. 
Desde 1912 se encuentra administrativamente dividida en dos. Mauritania ejerce soberanía sobre el borde oriental, mientras que la parte occidental pertenece a Marruecos pero es reclamada por la República Árabe Saharaui Democrática.
La península también incluye la bahía de Cabo Blanco. La ciudad más importante es Nuadibú.
- Datos: Q2665534